# 豊新
豊新（ほうしん）は、大阪府大阪市東淀川区の町名。現行行政地名は豊新一丁目から豊新五丁目。

## 地理
東淀川区の中心部に位置している。豊新1-5丁目まであり、2丁目に東淀川区役所がある。北で瑞光、東で大隅、南東の道路上の一点で大桐、南で豊里、南西で菅原、北西で下新庄（道路上の一点）・上新庄と接する。

## 歴史
1980年実施の住居表示で、旧西成郡豊里村と新庄村にまたがることによる。

## 世帯数と人口
2019年（平成31年）3月31日現在の世帯数と人口は以下の通りである。
| 丁目       | 世帯数    | 人口     |
| ---------- | --------- | -------- |
| 豊新一丁目 | 1,316世帯 | 2,432人  |
| 豊新二丁目 | 1,212世帯 | 1,757人  |
| 豊新三丁目 | 1,442世帯 | 2,297人  |
| 豊新四丁目 | 1,673世帯 | 2,903人  |
| 豊新五丁目 | 1,704世帯 | 2,542人  |
| 計         | 7,347世帯 | 11,931人 |

### 人口の変遷
国勢調査による人口の推移。
| 1995年（平成7年）  | 12,970人 | [ 5 ] |  |
| 2000年（平成12年） | 12,834人 | [ 6 ] |  |
| 2005年（平成17年） | 12,143人 | [ 7 ] |  |
| 2010年（平成22年） | 12,586人 | [ 8 ] |  |
| 2015年（平成27年） | 12,221人 | [ 9 ] |  |

### 世帯数の変遷
国勢調査による世帯数の推移。
| 1995年（平成7年）  | 6,722世帯 | [ 5 ] |  |
| 2000年（平成12年） | 7,146世帯 | [ 6 ] |  |
| 2005年（平成17年） | 6,842世帯 | [ 7 ] |  |
| 2010年（平成22年） | 7,172世帯 | [ 8 ] |  |
| 2015年（平成27年） | 6,890世帯 | [ 9 ] |  |

## 事業所
2016年（平成28年）現在の経済センサス調査による事業所数と従業員数は以下の通りである。
| 丁目       | 事業所数  | 従業員数 |
| ---------- | --------- | -------- |
| 豊新一丁目 | 78事業所  | 547人    |
| 豊新二丁目 | 71事業所  | 1,633人  |
| 豊新三丁目 | 143事業所 | 697人    |
| 豊新四丁目 | 87事業所  | 769人    |
| 豊新五丁目 | 117事業所 | 993人    |
| 計         | 496事業所 | 4,639人  |

## 施設
- 東淀川区役所
- 大阪市立豊新小学校
- 東淀川警察署
- 東淀川消防署豊里出張所
- 淀川若葉会病院
- 神戸屋本社・東淀工場
- 大阪市営豊新住宅
- 豊新福祉会館

## 交通

### 道路
- 国道479号

## 主な出身者
- 岡村隆史（ナインティナイン）
- 相川七瀬

## その他

### 日本郵便
- 〒533-0014[3]（集配局：東淀川郵便局[11]）